# Нордовый
Нордовый — необитаемый остров и птичий базар в Кизлярском заливе в западной части Каспийского моря. Административно входит в Республику Дагестан России.
Находится остров Нордовый в 15 км от мыса Брянская коса.
Представляет собой узкий участок суши длиной 2,2 км и шириной до 0,4 км.